# Divizia A 1969-1970
La Divizia A 1969-1970 è stata la 52ª edizione della massima serie del campionato di calcio rumeno, disputato tra il 16 agosto 1969 e il 22 luglio 1970 e si concluse con la vittoria finale del UTA Arad, al suo sesto titolo e secondo consecutivo.
Capocannoniere del torneo fu Ion Oblemenco (Universitatea Craiova), con 19 reti.

## Formula
Come nella stagione precedente le squadre partecipanti furono 16 e disputarono un turno di andata e ritorno per un totale di trenta partite con le ultime due retrocesse in Divizia B.
Le qualificate alle coppe europee furono quattro: la vincente alla coppa dei Campioni 1970-1971, la vincente della coppa di Romania alla coppa delle Coppe 1970-1971 e due ulteriori squadre alla Coppa delle Fiere 1970-1971.

## Squadre partecipanti
| Club                  | Città       | Stadio | Posizione 1968-1969 |
| --------------------- | ----------- | ------ | ------------------- |
| Steaua Bucarest       | Bucarest    |        | 4°                  |
| ASA Târgu Mureș       | Târgu Mureș |        | 14°                 |
| Farul Constanța       | Costanza    |        | 9°                  |
| Rapid Bucarest        | Bucarest    |        | 3°                  |
| Dinamo Bucarest       | Bucarest    |        | 2°                  |
| Crișul Oradea         | Oradea      |        | 10°                 |
| UTA Arad              | Arad        |        | Campione di Romania |
| Universitatea Craiova | Craiova     |        | 7°                  |
| FC Argeș Pitești      | Pitești     |        | 12°                 |
| Universitatea Cluj    | Cluj Napoca |        | 8°                  |
| Petrolul Ploiești     | Ploiești    |        | 13°                 |
| Jiul Petroșani        | Petroșani   |        | 6°                  |
| Dinamo Bacău          | Bacău       |        | 5°                  |
| Steagul Roșu Brașov   | Brașov      |        | Divizia B           |
| Politehnica Iași      | Iași        |        | 11°                 |
| CFR Cluj              | Cluj Napoca |        | Divizia B           |

## Classifica finale
|    | Classifica            | G  | V  | N  | P  | GF | GS | Dif | Pt |
| -- | --------------------- | -- | -- | -- | -- | -- | -- | --- | -- |
| 1  | UTA Arad              | 30 | 18 | 3  | 9  | 54 | 42 | +12 | 39 |
| 2  | Rapid București       | 30 | 14 | 9  | 7  | 39 | 31 | +8  | 37 |
| 3  | Steaua București      | 30 | 14 | 6  | 10 | 56 | 37 | +19 | 34 |
| 4  | Universitatea Craiova | 30 | 13 | 7  | 10 | 40 | 37 | +3  | 33 |
| 5  | Dinamo București      | 30 | 14 | 4  | 12 | 51 | 41 | +10 | 32 |
| 6  | Farul Constanța       | 30 | 13 | 6  | 11 | 45 | 40 | +5  | 32 |
| 7  | Jiul Petroșani        | 30 | 14 | 4  | 12 | 37 | 37 | 0   | 32 |
| 8  | Steagul roșu Brașov   | 30 | 12 | 6  | 12 | 38 | 41 | -3  | 30 |
| 9  | Dinamo Bacău          | 30 | 10 | 10 | 10 | 37 | 42 | -5  | 30 |
| 10 | FC Argeș Pitești      | 30 | 11 | 7  | 12 | 51 | 47 | +4  | 29 |
| 11 | U Cluj                | 30 | 9  | 10 | 11 | 40 | 37 | +3  | 28 |
| 12 | Politehnica Iași      | 30 | 12 | 3  | 15 | 37 | 39 | -2  | 27 |
| 13 | Petrolul Ploiești     | 30 | 10 | 7  | 13 | 36 | 42 | -6  | 27 |
| 14 | CFR Cluj              | 30 | 10 | 7  | 13 | 29 | 45 | -16 | 27 |
| 15 | Crișul Oradea         | 30 | 10 | 6  | 14 | 38 | 44 | -6  | 26 |
| 16 | ASA Târgu Mureș       | 30 | 5  | 7  | 18 | 23 | 49 | -26 | 17 |

### Verdetti
- UTA Arad Campione di Romania 1969-70.
- Crișul Oradea e ASA Târgu-Mureș retrocesse in Divizia B.

### Qualificazioni alle Coppe europee
- Coppa dei Campioni 1970-1971: UTA Arad qualificato.